# Juan Woodville
Juan Woodville (c.1444 en Grafton Regis - 12 de agosto de 1469 en Coventry) fue el segundo hijo varón, y el cuarto hijo de Ricardo Woodville, 1.er conde Rivers y Jacquetta de Luxemburgo. También fue conocido como Juan Wydville.

## Biografía
Juan era el hermano menor de Antonio Woodville, después 2.º conde Rivers, y de Isabel Woodville, que era desde 1464 la esposa del rey Eduardo IV de Inglaterra. Isabel organizó matrimonios ventajosos para sus muchos hermanos y hermanas con los vástagos de las familias inglesas más nobles.
La intención de aumentar el prestigio y el bienestar de la familia, sin embargo, provocó el descontento de la nobleza y de la Cámara de los Comunes.
En enero de 1465, la reina Isabel, procuró su matrimonio con Catalina Neville, duquesa viuda de Norfolk (c. 1400 - d. 1483), que era la tía del poderoso Ricardo Neville, XVI conde de Warwick y que era viuda tres veces. Como la duquesa tenía unos 65 años de edad en ese momento y Woodville sólo 20 años, el matrimonio era visto por todos, en especial por Warwick, como un alcance indecente de dinero y poder por la familia Woodville. Un cronista lo describió como un matrimonio diabólico.
En 1465, Juan fue creado un caballero de la Orden del Baño por el marido de su hermana, el rey Eduardo IV.
En 1469, Woodville y su padre acompañaron al rey Eduardo en una marcha hacia el norte, para sofocar lo que se pensaba era una pequeña rebelión para apoyar el hermano de Eduardo, el duque Jorge de Clarence como rey legítimo. Antes de hacer frente a los rebeldes tanto Clarence como Warwick habían anunciado su apoyo a la rebelión, por el momento el rey se reunió con los rebeldes, las fuerzas rebeldes eran mucho más fuerte que las suyas. En un parlamento, los rebeldes dijeron al rey que no tenían ninguna pelea con él, pero le aconsejaron distanciar a los Woodvilles de la corte. En ninguna posición de discutir, el rey envió al partido Woodville lejos.
Woodville y Rivers fueron primero a la casa de los Rivers en Grafton, y desde allí hicieron su camino hacia el oeste en dirección a  Gales. Fueron capturados por los hombres de Warwick en la orilla occidental del Severn y llevados a Coventry en Warwickshire.
Antes de salir de Calais para apoyar el levantamiento, Warwick había publicado un manifiesto de los motivos que le impulsaron a aliarse con Clarence contra el rey: y los Woodville, especialmente Juan y su padre. La publicación de este manifiesto fue considerado, por Warwick, una justificación para la ejecución de Rivers y su hijo. Ellos fueron decapitados el 12 de agosto de 1469 y sus cabezas fueron colocadas en estacas por encima de las puertas de Coventry. Woodville murió sin hijos.